# Monika Stadler

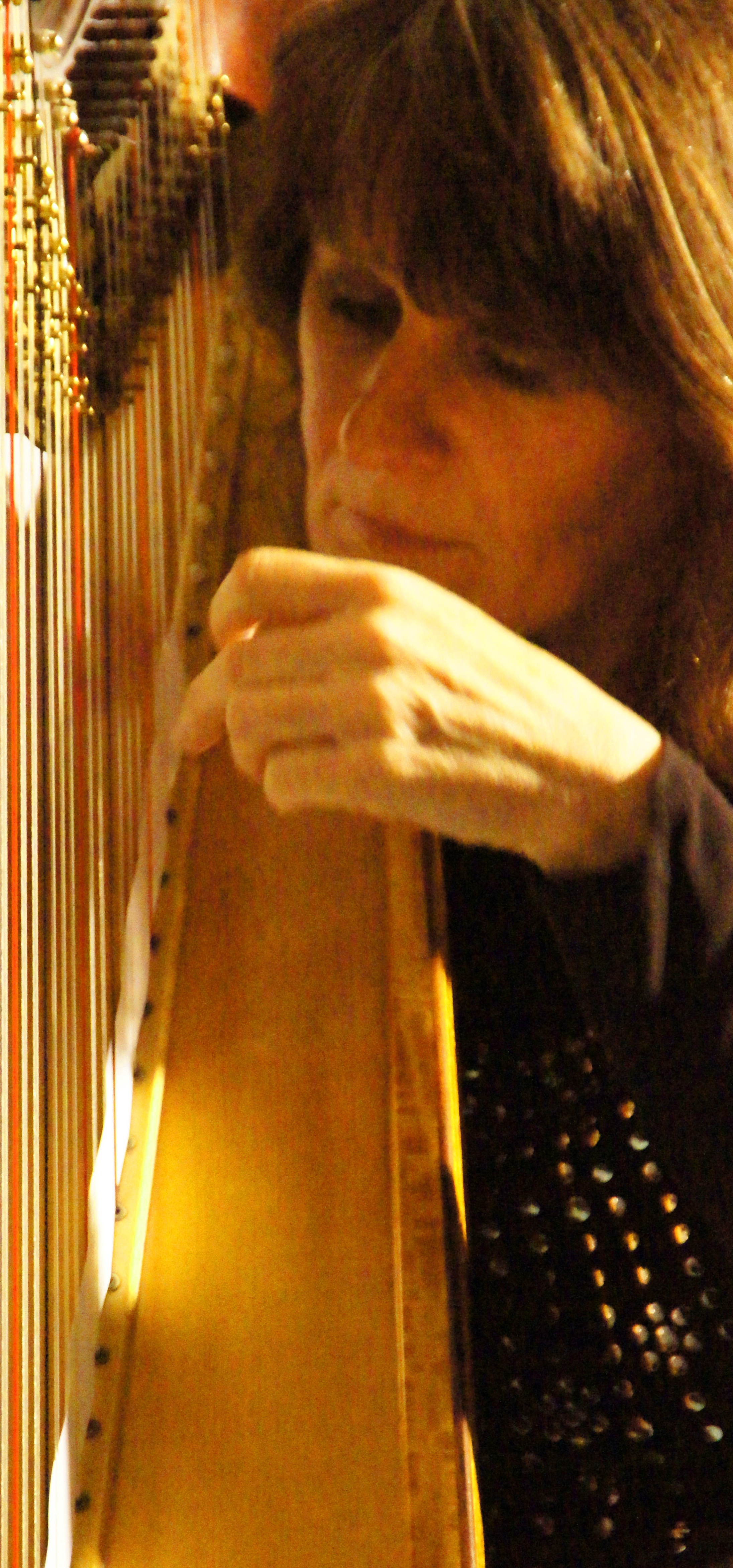
Monika Stadler (2013)

Monika Stadler (* 19. Februar 1963 in Linz) ist eine österreichische Komponistin und Harfenistin. Die Musikerin lebt zeitweilig in Wien und zeitweilig nahe Northampton/Großbritannien.

## Leben und Wirken
Monika Stadler erhielt ihre ersten Harfenstunden im Alter von 13 Jahren an der Anton Bruckner Privatuniversität in Linz. In den Jahren von 1982 bis 1990 absolvierte sie ein klassisches Konzertharfenstudium bei Adelheid Blovsky-Miller an der Universität für Musik und darstellende Kunst Wien, welches sie mit Auszeichnung abschloss. Im darauffolgenden Jahr absolvierte sie, im Rahmen eines Stipendiums für Studienaufenthalte in den USA, Jazz- und Improvisationsstudien in Boston sowie eine weiterführende Ausbildung bei der Jazzharfenistin Deborah Henson-Conant und freie Improvisation bei David Darling. Des Weiteren studierte sie am Berklee College of Music in Boston beim Jazzbassisten David Clark.
Seit dem Jahr 1993 war Monika Stadler mit ausschließlich eigenen Projekten auf Tournee in nahezu allen europäischen Ländern, darüber hinaus in Israel, Marokko, Algerien, den USA, Kanada, Japan und Vietnam. Sie gastierte u. a. auf den folgenden Festivals:
- Edinburgh International Harp Festival, Schottland[2]
- Festival Harpe en Avesnois in Maubeuge, Frankreich
- Lyon & Healy Jazzharpfest in Chicago und Salt Lake City, USA
- Harps of the World in San Francisco, USA
- Seduced by Harps, Belgien
- 9. Grenzfreie Südoststeirische Jazztage, Österreich[3]
- Süddeutsches Harfentreffen, Deutschland[4]
- Ost-West-Musikfest, Österreich[5]
- 7. Festival Culturel Européen en Algérie, Algerien[6]
- 5. International Classical Palermo Festival, Italien[7]
- Hàrfafesztivál Gödöllöi, Ungarn
- Harp Festival Belgrad, Serbien
- Int. Harp Therapy Conference in Richmond, USA
- European Harp Symposium in Perugia, Italien
- Weltharfenkongress in Wien, Österreich, Seattle, USA und Prag, Tschechien
- Clusone Jazzfestival, Italien
- Tokio Fuchu no mori Theater, Japan
- Jazz- & Popharpfest Salt Lake City, USA
- European Music Festival Hanoi, Vietnam
- 32 es Rencontres Int. des Harpes Celtique in Dinan, Frankreich
- Festival für gezupfte Saiten in Rabat, Marokko

Stadlers „besondere Liebe“ gilt, neben ihren Soloauftritten, Duo- oder Trioprojekten. Zu ihren Duopartnern zählen u. a. Wayne Darling (Kontrabass und Waterphone), Stefan Heckel (Akkordeon), Franz Schmuck (Percussion), Diana Grubsic (Harfe) und Veronica Hvalic (Piano). Zudem trat sie mit Kurt Edlmair (Klarinette), Richard Oesterreicher (Mundharmonika), Jon Sass (Tuba), Heinrich von Kalnein (Sax), Sandor Rigo (Sax), Peter Ratzenbeck (Gitarre), Reinhard Ziegerhofer (Kontrabass) und der Reform Art Unit auf. Daneben gab und gibt es Projekte in Zusammenarbeit mit Künstlern anderer Kunstgattungen, wie beispielsweise Literatur mit Erika Pluhar oder Elisabeth Orth, und mit Dagmar Schwarz, Tanz und Malerei.
Neben ihrer Konzerttätigkeit leitet Monika Stadler Workshops wie „Kreatives Spiel auf der Harfe“ oder „Jazz und Improvisation“ an folgenden Instituten und Veranstaltungen:
- Hochschule für Musik und darstellende Kunst in Wien, Österreich
- Landesmusikschulverband Oberösterreich, Salzburg und Tirol (Lehrerfortbildungskurse), Österreich
- Konservatorium Innsbruck und Konservatorium Klagenfurt, Österreich
- Harpfestival Edinburgh, Schottland
- American Harp Society, Minneapolis, Boston, Richmond und L.A., USA
- Landesmusikschulwerk Baden-Württemberg, Deutschland
- Institut für Musikerziehung Brixen (Lehrerfortbildungskurs), Italien
- Harpfestival in Belgrad, Serbien
- Berklee College of Music, Boston, USA
- International Harp Workshop, Santuario di Crea, Italien
- Südsteirische Harfenwoche, Österreich
- Musikschule Eschen, Liechtenstein

Seit dem Jahr 2010 hat Stadler eine Gastprofessur für Jazzharfe an der Guildhall School of Music and Drama in London inne, seit 2013 einen Lehrauftrag für Improvisation, Jazz und Kreatives Spielen für Harfe an der Universität für Musik und darstellende Kunst Wien und seit 2018 für Improvisation und Kreatives Spielen für Streicher und Bläser ebenda.
Neben Engagements im Orchester der Wiener Staatsoper, den Wiener Symphonikern sowie dem Carinthischen Sommer in Ossiach ist Monika Stadler Mitglied des Jazz-Ensembles Trio – Tuhape.

## Auszeichnungen (Auswahl)
- 1989: ausgewählt als Nachwuchstalent für den 3. Weltharfenkongress in Wien (Wiener Musikvereinssaal)[2]
- 1992: 1. Preis beim Talentewettbewerb in Velden/Kärnten[2]
- 1993: 2. Preis beim Internationalen Lyon & Healy Jazz und Pop Harp Festival in Chicago (USA)[2]
- 1994: 2. Preis beim Internationalen Jazz-Harfen-Festival in Orlando (USA)[2]
- 2011: Verleihung des Kulturpreises Art Cop (Wien)[2]

## Werke
- On the Water – für Keltische Harfe, Volks-& Konzertharfe[8]
- Another World – Solo für Konzertharfe[8]
- Die Birke – Solo für Konzertharfe[8]
- Hamabe No Uta – Solo für Volks- und Konzertharfe[8]
- Spirit of Harp – Kompositionen für Konzert- und Volksharfe[8]
- New Shoots – Old Roots – Kompositionen für Keltische Harfe, Volks- und Konzertharfe[8]
- Music from an Imaginary Garden – Solo für Klavier[8]
- Coming Home – Kompositionen für Konzertharfe[8]
- African Reflections – für Harfenensemble (2010)[8]
- Preseli Skies – Duo Volks- & Konzertharfe (2010)[8]

## Diskografie
- Another World - Solo Harp, EX 237-2 (1995)
- On the Water – mit Franz Schmuck, Reinhard Ziegerhofer und Michael Dallinger (1997)
- Song for the Earth – mit Reinhard Ziegerhofer, Franz Schmuck und Georg Ludvik, EX 437-2 (2000)
- Everything will be allright – mit Jon Sass, Franz Schmuck, Reinhard Ziegerhofer und Daniel xxx, EX 537-2 (2002)
- My imaginary Garden – mit Reinhard Ziegerhofer, Franz Schmuck, Richard Österreicher, Maria Stadler, Harald Peterstorfer und Gerhard Endstrasser, EX 673-2 (2005)
- Between Earth, Sea & Sky – mit Harald Peterstorfer, EX 737-2 (2007)
- Two Ways - Solo Harp (2009)
- Away for a while – mit Heinrich von Kalnein, Wayne Darling, Harald Peterstorfer, Jürgen Spiegel, Gerald Endstrasser und Franz Schmuck, EX 937-2 (2012)
- Scandinavia – im Duo mit Wayne Darling, EX 905-2 (2013)
- Song of the Welsh Hills – mit Günter Schagerl, Stefan Heckel, Ali Angerer, Harald Peterstorfer und Pasquale Leogrande (2018)
- Flower in the Desert – mit Sigi Finkel und Djakali Kone (2019)
- Diary From Within – mit Harald Peterstorfer (2021)

## Publikationen (Notenhefte eigener Kompositionen)
- Coming Home – (Musikverlag Doblinger)
- New Shoots – Old Roots – (Musikverlag Doblinger)
- On the Water – (Creighton’s Collection)
- Preseli Skies/African Reflections – (Creighton’s Collection)

## Filmografie
- 2024: Elfi

## Kritik
„Mit ihren Kompositionen, in denen Monika Stadler in einer sehr persönlichen musikalischen Handschrift Elemente des Jazz, der Klassik, World,- Folk- und Improvisationsmusik miteinander kombiniert, bringt diese international ausgezeichnete Harfenistin frischen Wind und neue Dimensionen in die Harfenmusik.“